# Edwards (Colorado)
Edwards és una concentració de població designada pel cens dels Estats Units a l'estat de Colorado. Segons el cens del 2000 tenia 8.257 habitants.

## Demografia
Segons el cens del 2000, Edwards tenia 8.257 habitants, 2.852 habitatges, i 1.888 famílies. La densitat de població era de 80,3 habitants per km².
Dels 2.852 habitatges en un 36,8% hi vivien nens de menys de 18 anys, en un 56,4% hi vivien parelles casades, en un 5,8% dones solteres, i en un 33,8% no eren unitats familiars. En el 18,2% dels habitatges hi vivien persones soles l'1,2% de les quals corresponia a persones de 65 anys o més que vivien soles. El nombre mitjà de persones vivint en cada habitatge era de 2,89 i el nombre mitjà de persones que vivien en cada família era de 3,24.
Per edats la població es repartia de la següent manera: un 25,4% tenia menys de 18 anys, un 9,9% entre 18 i 24, un 40,4% entre 25 i 44, un 21,4% de 45 a 60 i un 2,8% 65 anys o més.
L'edat mediana era de 32 anys. Per cada 100 dones de 18 o més anys hi havia 122,1 homes.
La renda mediana per habitatge era de 70.869 $ i la renda mediana per família de 83.887 $. Els homes tenien una renda mediana de 42.009 $ mentre que les dones 31.377 $. La renda per capita de la població era de 39.784 $. Entorn del 2,9% de les famílies i el 6,8% de la població estaven per davall del llindar de pobresa.

## Poblacions més properes
El següent diagrama mostra les poblacions més properes.